# Modernist Cuisine

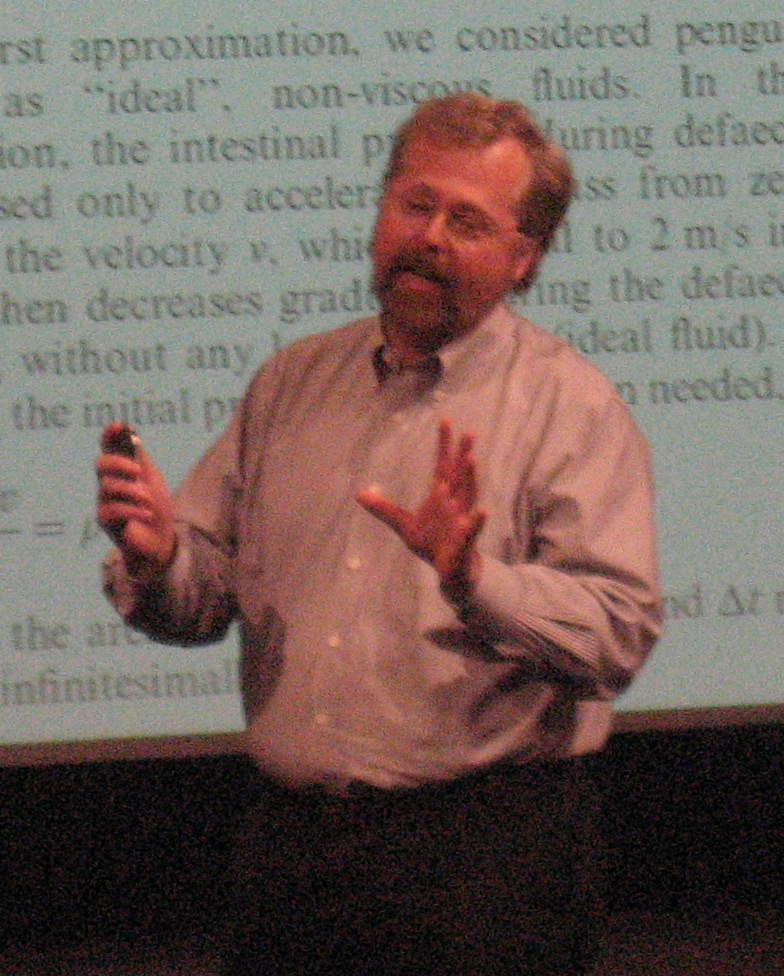
Nathan Myhrvold

Modernist Cuisine : Art et science culinaires (en anglais Modernist Cuisine: The Art and Science of Cooking) est un livre de cuisine de Nathan Myhrvold, Chris Young et Maxime Bilet. Il fut publié en anglais par The Cooking Lab le 14 mars 2011, et en français par Taschen (Cologne, Allemagne) le 17 novembre 2011. Le livre n'est pas une encyclopédie mais un guide de l'art et de la science de la cuisine contemporaine. Les 6 livres couvrent l'histoire, les bases fondamentales, les techniques, le matériel, les viandes et légumes, les ingrédients et les recettes, les plats cuisinés et finalement un manuel de cuisine. Aux Gourmand World Cookbook Awards 2010, le livre fut nommé « le plus important livre de cuisine des dix premières années du vingt-et-unième siècle » et entra au Hall of Fame. Il a été également nommé meilleur livre gourmand 2011 par Le Figaro. Contenant dans sa version anglaise 2 438 pages et pesant 23,7 kg, le livre a été considéré comme le « livre de cuisine des livres de cuisine ».
Originellement édité en anglais, des versions en français, allemand et espagnol sont parues fin 2011. La possibilité d'éditions en une demi-douzaine d'autres langues est envisagée.

## Histoire
L'idée d'écrire ce livre vint à Myhrvold quand il acquit un bain-marie avec thermostat pour cuisine sous vide en 2003. Il essaya de trouver des informations relatives à cette nouvelle technique de cuisson, qui avait été inventée dans les années 1960 et utilisée dans de nombreux restaurants en 2003. Il ne put trouver que quelques articles et un livre en espagnol à propos de la cuisine sous vide. Il déposa des messages sur eGullet, un forum spécialisé en cuisine, mais ne put non plus trouver d'information. Myhrvold avait étudié à l'École de cuisine La Varenne, en Bourgogne et avait cuisiné à temps partiel pour Rover, un restaurant de cuisine française à Seattle détenu par Thierry Rautureau (en). Il était aussi un scientifique de haut niveau, avec des diplômes supérieurs en géophysique, physique de l'espace, et physique théorique et mathématique, avec une recherche post-doctorat réalisée avec Stephen Hawking à l'Université de Cambridge. Il travailla également de nombreuses années en tant que Responsable des technologies et stratège pour Microsoft. Comptant sur ses propres compétences culinaires et scientifiques, Myhrvold se lança dans diverses expériences et calculs pour créer des tables de température pour cuisiner divers aliments sous vide. Quand il publia ces tables sur eGullet, en répondant à la question qu'il avait lui-même posée un an plus tôt, certains lui suggérèrent d'écrire un livre de cuisine. Il se lança dès lors dans la rédaction de celui-ci en 2006, mais il réalisa qu'il n’aurait pas les moyens d'écrire le livre qu'il aurait souhaité pour lui-même. Pour ce faire, il lui faudrait une équipe et des équipements adaptés.
Myhrvold commença à acheter du matériel pour sa cuisine de recherche dans les laboratoires d'Intellectual Ventures (en). Une bonne partie de l'équipement était de l'équipement standard, mais il acquit également des équipements tels des bains thermostatés, des homogénéisateurs rotor-stator, des homogénéisateurs haute-pression, lyophilisateurs, une ultracentrifugeuse de 50 G, des bains à ultrasons, et des évaporateurs rotatifs. Le laboratoire disposait d'ores et déjà d'autres équipements utiles de haute technologie, tels des lasers, une presse hydraulique de 100 tonnes, une coupeuse par pression d'eau, un équipement d'électro-érosion, et une fraiseuse.
Myhrvold et Wayt Gibbs, un éditeur d'Intellectual Ventures qui devint l'éditeur en chef et gestionnaire projet pour l'écriture du livre, commença à recruter des rédacteurs et éditeurs, des assistants de recherche, des photographes, et un directeur artistique. Chris Young fut recruté en premier, alors qu'il terminait la direction de la cuisine pour le restaurant d'Heston Blumenthal du The Fat Duck en Angleterre. Chris engagea alors Maxime Bilet, venant également du Fat Duck, qui dirigea l'équipe de chef et avait développé et testé les 1 522 recettes du livre. Le photographe Ryan Matthew Smith rejoignit l'équipe après avoir répondu à une annonce. L'équipe rédactionnelle comprit finalement près de 50 personnes et contributeurs freelance, ainsi que 14 experts extérieurs qui vérifièrent les différents chapitres du livre. 36 chercheurs, chefs et éditeurs travaillèrent à un moment simultanément sur le livre.
Au début, il était envisagé de réaliser un livre de 150 pages relatif à la cuisine sous vide dans bains-marie et fours, accompagné d'explications scientifiques sous-jacentes aux techniques. Il prit progressivement de l'ampleur. Vers la fin 2009, le volume envisagé était de 1 500 pages et il comptait finalement dans la version anglaise imprimée 2 438 pages. Le coût de réalisation du livre n'a pas été communiqué, mais Myhrvold confirma qu'il avait coûté plus d'un million de dollars US pour réaliser les premières 6 000 copies, qui furent rapidement écoulées après la publication en mars 2011. En avril 2011, The Cooking Lab demanda une seconde impression de 25 000 copies.
Ce premier projet a connu un franc succès, fort de ventes de quelque 20 millions de $ en mai 2012, plus de 30 millions de $ au total un an plus tard.
L'ouvrage est également disponible sous forme d'une application mobile.

## Modernist Cuisine at Home
The Cooking Lab' a annoncé en mai 2012 qu'une édition moins chère devrait être publiée en octobre 2012, sous forme d'un double volume, intitulée Modernist Cuisine at Home, cosignée par Myhrvold et Bilet,. L'ouvrage est également disponible en français en octobre 2013,.
Des ouvrages davantage consacrés aux photographies du projet, au café d'autre part, sont également prévus.
Le 27 mai 2017, Nathan Myhrvold publie avec Francisco Migoya Modernist Bread: The Art and Science, nouvelle encyclopédie en cinq volumes et 2 300 pages cette fois consacrée au pain.
L'équipe travaille actuellement sur un ouvrage Modernist Pizza.

## Structure
Modernist Cuisine consiste en 5 livres  principaux, et un Manuel du chef accompagné de recettes modèles sous la forme d'un cahier relié en spirale, qui reprend les recettes et tables de références des volumes principaux en papier résistant à l'eau, à utiliser durant la cuisine.
Le livre 1, Histoire et Fondamentaux, inclut un chapitre consacré à l'histoire intellectuelle des mouvements culinaires, culminant avec une histoire détaillée du mouvement moderniste tel qu'apparu dans la cuisine au début des années 1980. Il comprend également des chapitres sur la microbiologie, la sécurité alimentaire, l'alimentation et la santé, la chaleur et l'énergie, et la physique des aliments et de l'eau.
Le livre 2, Techniques et Équipement, inclut un chapitre consacré aux sciences et techniques de la cuisine traditionnelle, largement expliquée via des illustrations et des photographies. Il contient également des chapitres sur les approches modernes de la cuisine, dont la cuisine au four mixte, au four à vapeur, la cuisine sous vide, et la cuisine avec divers équipements et ingrédients, des homogénéisateurs et pompes à vide jusqu'à la cuisine sous azote liquide ou dioxyde de carbone sous forme solide.
Le livre 3, Animaux et Végétaux, ne comprend que deux chapitres : un chapitre consacré à la viande et au poisson, et l'autre consacré aux végétaux comestibles. Les fondements scientifiques consacrés à ces sujets sont exposés ainsi que les techniques de cuisson de base, les techniques avancées, et de nombreuses recettes.
Une approche similaire se retrouve dans le livre 4, Ingrédients et Préparations, pour expliquer l'utilisation des ingrédients généralement associés à la cuisine moderniste, dont les épaississants et les gels, les émulsions, et les mousses. Ce volume contient également des chapitres consacrés au vin et au café.
Le livre 5, Recettes à l’assiette, consiste principalement en 48 recettes complexes, chacune incluant un plat principal et divers accompagnements. L'index figure également dans ce volume, avec deux glossaires et de tables de référence.

## Sources
- (en) Cet article est partiellement ou en totalité issu de l’article de Wikipédia en anglais intitulé « Modernist Cuisine » (voir la liste des auteurs).